# Audienusina
Audienusina es un género de foraminífero bentónico de la subfamilia Mesoendothyrinae, de la familia Mesoendothyridae, de la superfamilia Loftusioidea, del suborden Loftusiina y del orden Loftusiida. Su especie tipo es Audienusina fourcadei. Su rango cronoestratigráfico abarca desde el Kimmeridgiense superior hasta el Portlandiense (Jurásico superior).

## Discusión
Clasificaciones previas incluían Audienusina en el suborden Textulariina del orden Textulariida o en el orden Lituolida.

## Clasificación
Audienusina incluye a la siguiente especie:
- Audienusina fourcadei